# Spoorlijn Lohne - Dinklage
De spoorlijn Lohne - Dinklage was een Duitse spoorlijn en was als spoorlijn 1564 onder beheer van DB Netze.

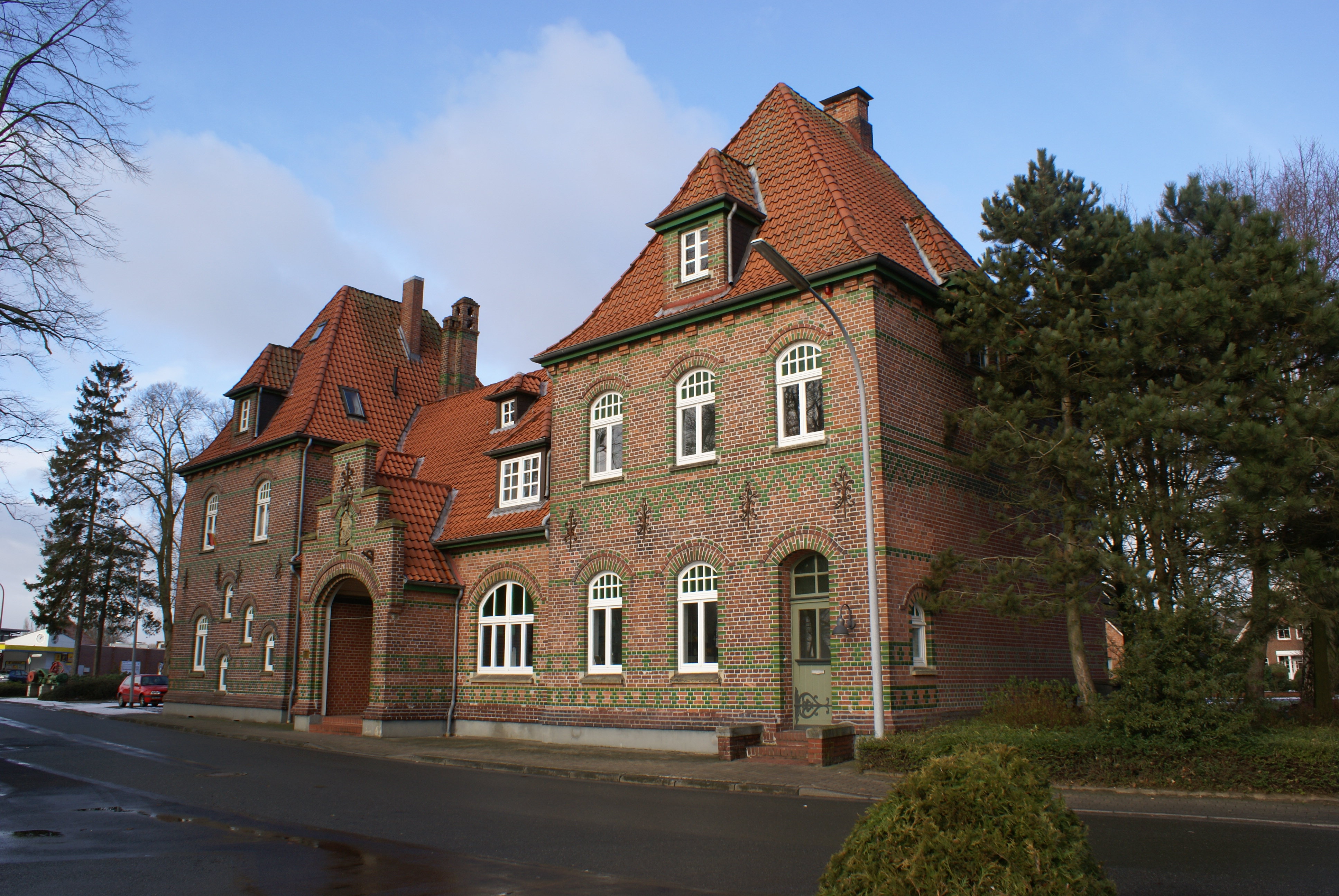
Voormalig stationsgebouw in Dinklage

## Geschiedenis
Het traject werd door de Großherzoglich Oldenburgische Eisenbahn geopend op 15 november 1904. Op 22 mei 1954 is het personenvervoer op de lijn opgeheven. Na het stoppen van het goederenvervoer is de lijn op 1 juni 1999 gesloten en in 2003 opgebroken.

## Aansluitingen
In de volgende plaats was er een aansluiting op de volgende spoorlijn:
LohneDB 1560, spoorlijn tussen Delmenhorst en Hesepe